# Rezoluția 109 a Consiliului de Securitate al ONU
Rezoluția 109 a Consiliului de Securitate al Organizației Națiunilor Unite, adoptată la 14 decembrie 1955, după examinarea – din însărcinarea Adunării Generale prin Rezoluția 918 (X) din 8 decembrie 1955 cu privire la admiterea de noi membri – a cererilor de aderare ale Albaniei, Iordaniei, Irlandei, Portugaliei, Ungariei, Italiei, Austriei, României, Bulgariei, Finlandei, Ceylonului⁠(d), Nepalului⁠(d), Libiei, Cambodgiei⁠(d), Laosului⁠(d) și Spaniei, a recomandat Adunării Generale admiterea tuturor celor 16 țări.
Adoptarea acestei rezoluții a avut loc cu opt voturi „pentru”, ca urmare a faptului că Belgia, China și Statele Unite ale Americii s-au abținut.

## Context
Articolul 4 din Carta Organizației Națiunilor Unite prevede că orice țară iubitoare de pace care acceptă să îndeplinească obligațiile din cartă poate deveni stat membru. Acea țară depune o cerere de aderare, însoțită de o declarație că își asumă respectarea obligațiilor, iar Consiliul de Securitate trimite o recomandare (cu acordul tuturor membrilor permanenți) către Adunarea Generală, care emite o hotărâre cu o majoritate de două treimi din membrii prezenți și votanți.
După încheierea celui de-al Doilea Război Mondial, omenirea a trecut printr-o perioadă de Război Rece, fiind împărțită în Blocul Vestic și Blocul Estic, iar recomandarea țărilor candidate a devenit un joc politic între cele două tabere. Ca urmare a faptului că admiterea de noi membri trebuia să aibă loc cu acordul tuturor membrilor permanenți ai ONU, multe candidaturi au fost blocate cu drept de veto și nu au fost acceptate. La sfârșitul anului 1955, tensiunile s-au atenuat oarecum și s-au făcut unele progrese. La începutul lui decembrie 1955 Adunarea Generală a adoptat o rezoluție prin care a cerut Consiliului de Securitate să reconsidere candidaturile a optsprezece țări care nu erau divizate între cele două blocuri politice, ținând cont de dorința de a avea cât mai multe state membre. Se credea că, în contextul unui număr cât mai mare de state membre, Organizația Națiunile Unite putea îndeplini un rol mai eficient în detensionarea situației internaționale.

## Puncte de vedere
În acest context, Taiwanul, care îndeplinea în numele Chinei rolul de membru permanent al Consiliului de Securitate (rol contestat de Uniunea Sovietică), a solicitat admiterea ca membri a Coreei de Sud și Vietnamului de Sud, iar această propunere a fost susținută de țările occidentale. La urma urmei, mii de soldați occidentali luptaseră în Coreea sub steagul ONU. Reprezentantul Noii Zeelande a considerat însă că propunerea Taiwanului nu respecta rezoluția Adunării Generale, deoarece Coreea și Vietnamul fuseseră divizate în urma unor conflicte militare sângeroase și aveau în mod clar o problemă de reunificare. Prin urmare, el a anunțat că se abține de la votarea admiterii celor două țări. În această situație, Uniunea Sovietică și-a exercitat dreptul de veto asupra tuturor țărilor candidate, cu excepția celor comuniste: Albania, Bulgaria, România, Ungaria și Mongolia Exterioară⁠(d). Taiwanul și SUA s-au abținut de la votarea admiterii țărilor comuniste, iar Taiwanul și-a exercitat dreptul de veto împotriva Mongoliei, pe care o considera un stat agresor în relația cu Coreea.
A doua zi, Uniunea Sovietică a prezentat un text de compromis care elimina din listă Japonia și Mongolia și excludea, de asemenea, Coreea de Sud și Vietnamul de Sud. Un amendament american pentru adăugarea pe listă a Japoniei a fost respins de Uniunea Sovietică. Pentru a adera la ONU, Nepalul și-a dovedit suveranitatea pe baza tratatelor sale cu Tibetul, singurele tratate internaționale pe care această țară le avea.

## Rezoluția
Consiliul de Securitate a trecut apoi la votarea pe rând a cererilor de aderare ale Albaniei, Iordaniei, Irlandei, Portugaliei, Ungariei, Italiei, Austriei, României, Bulgariei, Finlandei, Ceylonului, Nepalului, Libiei, Cambodgiei, Laosului și Spaniei de a adera la Națiunile Unite, Consiliul a recomandat Adunării Generale ca țările menționate mai sus să fie admise ca noi membri. Uniunea Sovietică a renunțat să voteze împotriva aderării celor șaisprezece state, dar SUA și Taiwan au continuat să se abțină cu privire la aderarea statelor comuniste. Belgia a avut rezerve în cazul Albaniei și Spaniei și s-a abținut de la votarea aderării lor, temându-se că aderarea mai multor țări anticolonialiste va afecta interesul ei, ca urmare a mișcării de independență din Congo Belgian. În cele din urmă, rezoluția a fost adoptată în întregime cu opt voturi pentru și trei abțineri: Belgia, Taiwan și Statele Unite ale Americii.
Consacrând principiul universalității calității de membru, rezoluția nu a fost pusă niciodată sub semnul întrebării, în ciuda faptului că aderarea celor 16 state nu a respectat condițiile de aderare prevăzute în articolul 4 din Cartă.

## Rezultatul votului
| Stat candidat | Rezultatul votului                     |
| ------------- | -------------------------------------- |
| Albania       | 8–0–3 (abțineri: Belgia, China și SUA) |
| Austria       | 11–0–0                                 |
| Bulgaria      | 9–0–2 (abțineri: China și SUA)         |
| Cambodgia⁠(d)  | 11–0–0                                 |
| Ceylon⁠(d)     | 11–0–0                                 |
| Finlanda      | 11–0–0                                 |
| Iordania      | 11–0–0                                 |
| Irlanda       | 11–0–0                                 |
| Italia        | 11–0–0                                 |
| Laos⁠(d)       | 11–0–0                                 |
| Libia         | 11–0–0                                 |
| Nepal⁠(d)      | 11–0–0                                 |
| Portugalia    | 11–0–0                                 |
| România       | 9–0–2 (abțineri: China și SUA)         |
| Spania        | 10–0–1 (abțineri: Belgia)              |
| Ungaria       | 9–0–2 (abțineri: China și SUA)         |